# Наречье (деревня)
Наречье — деревня в Мценском районе Орловской области России. Входит в состав Алябьевского сельского поселения.

## География
Деревня находится в северной части Орловской области, в лесостепной зоне, в пределах центральной части Среднерусской возвышенности, на левом берегу реки Наречье, на расстоянии примерно 22 километров (по прямой) к востоку от города Мценска, административного центра района. Абсолютная высота — 187 метров над уровнем моря.
Климат характеризуется как умеренно континентальный с умеренно морозной зимой и теплым, иногда жарким летом. Средняя многолетняя температура самого холодного месяца — января, составляет −9,4°С, температура самого теплого +19°С.
Часовой пояс
Деревня Наречье, как и вся Орловская область, находится в часовой зоне МСК (московское время). Смещение применяемого времени относительно UTC составляет +3:00.

## История
Список населённых мест Тульской губернии по сведениям 1859 года описывает деревню Наречье Черенского уезда, находилось по левую сторону торгового тракта из города Ефремов в город Мценск, при реке Студенце. В деревне было 16 дворов с населением мужского пола - 64, женского - 71. Всего 135 жителей. Владельцем деревни был помещик Иван Николаевич Александров.

## Население
| 2010 |
| ---- |
| 1    |

Национальный состав
Согласно результатам переписи 2002 года, в национальной структуре населения русские составляли 64 % из 14 чел.